# SpVgg Greuther Fürth
SpVgg Greuther Fürth je njemački nogometni klub iz grada Fürtha, Bavarska. Klub se trenutačno natječe u drugoj ligi, 2. njemačka nogometna Bundesliga.

## Uspjesi
SpVgg Fürth
- Njemačko prvenstvo: 1914., 1923., 1929.
- Južnonjemačko prvenstvo: 1914., 1923., 1931.
- Južnonjemački kup (pobjednik): 1918., 1923., 1925., 1926., 1927.
- Bezirksliga Nordbayern (I) (prvak): 1928., 1930., 1931.
- Gauliga Bayern (prvak): 1935.
- Oberliga Sud (prvak): 1950.
- Južnonjemački kup (pobjednik): 1918., 1923., 1925., 1926., 1927.
- Landesliga Bayern-Mitte (pobjednik): 1991.
- Mittelfranken kup (pobjednik):  1996.

TSV Vestenbergsgreuth
- Landesliga Bayern-Mitte (pobjednik): 1987.

SpVgg Greuther Fürth
- Njemački Hall kup (pobjednik): 2000.

SpVgg Greuther Fürth II
- Mittelfranken kup (pobjednik): 1997., 2002.

### Uspjesi po sezonama
| Godina      | Liga          | Pozicija |
| 1999./2000. | 2. Bundesliga | 7.       |
| 2000./01.   | 2. Bundesliga | 5.       |
| 2001./02.   | 2. Bundesliga | 5.       |
| 2002./03.   | 2. Bundesliga | 5.       |
| 2003./04.   | 2. Bundesliga | 9.       |
| 2004./05.   | 2. Bundesliga | 5.       |
| 2005./06.   | 2. Bundesliga | 5.       |
| 2006./07.   | 2. Bundesliga | 5.       |
| 2007./08.   | 2. Bundesliga | 6.       |
| 2008./09.   | 2. Bundesliga | 5.       |
| 2009./10.   | 2. Bundesliga | 11.      |
| 2010./11.   | 2. Bundesliga | 4.       |
| 2011./12.   | 2. Bundesliga | 1. ↑     |
| 2012./13.   | 1. Bundesliga | 18. ↓    |
| 2013./14.   | 2. Bundesliga | 3.       |
| 2014./15.   | 2. Bundesliga | 14.      |
| 2015./16.   | 2. Bundesliga | 9.       |
| 2016./17.   | 2. Bundesliga | 8.       |

## Poznati igrači
- Vule Trivunović
- Ognjen Mudrinski
- Nikola Đurđić
- Danijel Aleksić
- Milorad Peković

## Vanjske poveznice
- SpVgg Greuther Fürth - službene stranice (njem.)